# Aeroporto de Santa Fé do Sul
Aeroporto Municipal de Santa Fé do Sul é um aeroporto de pequeno porque localizado no município de Santa Fé do Sul, em São Paulo.
O antigo Aeroporto da Fazenda Três Irmãos foi batizado oficialmente como Aeroporto Municipal Rubens de Oliveira Camargo.
Em 2016 o aeroporto foi fechado para pousos e decolagens, pois a prefeitura do município não havia cumprido exigência do Comando Aéreo Regional (COMAR) para elaboração de Plano Básico de Zoneamento.